# بيترو لورنزيتي
بيترو لورنزيتي (بالإنجليزية: Pietro Lorenzetti) أو بيترو لوراتي (بالإنجليزية: Pietro Laurati)، رسامٌ إيطالي. ولد تقريباً في عام 1390/1380 في جمهورية سيينا، عمل في مدرسة (Sienese School) مع شقيقه الأصغر أمبروجيو لورنزيتي، وأدخل حركة الفن الواقعي إلى الفن في سيينا. عاش بيترو وأخوه فترة عصر النهضة وساهموا فيها. توفي عام 1348.

## روابط خارجية
- بيترو لورنزيتي على موقع الموسوعة البريطانية (الإنجليزية)